# 小行星5349
小行星5349（英語：5349 Paulharris）是一颗围绕太阳公转的小行星。1988年9月7日，埃莉諾·赫琳在帕洛马山发现了此天体。
这颗小行星的绝对星等为80.43458409840686等。